# Ideal principal
În matematică, în special în teoria inelelor⁠(d), un ideal principal este un ideal {\displaystyle I,} într-un inel {\displaystyle R} care este generat de un singur element {\displaystyle a} din {\displaystyle R} prin înmulțire cu fiecare element din {\displaystyle R.} Termenul are și un alt sens, similar, în teoria ordinii⁠(d), unde se referă la un ideal⁠(d) într-o mulțime parțial ordonată⁠(d) {\displaystyle P,} generat de un singur element {\displaystyle x\in P,} adică mulțimea tuturor elementelor mai mici sau egale cu {\displaystyle x} din {\displaystyle P.}
Restul acestui articol abordează noțiunea referitoare la inele.

## Definiții
- Un ideal principal stâng din {\displaystyle R} este o submulțime din {\displaystyle R} dată de {\displaystyle Ra=\{ra:r\in R\}} pentru un element {\displaystyle a,}[2]
- Un ideal principal drept din {\displaystyle R} este o submulțime din {\displaystyle R} dată de {\displaystyle aR=\{ar:r\in R\}} pentru un element {\displaystyle a,}[2]
- Un ideal principal bilateral din {\displaystyle R} este o submulțime din {\displaystyle R} dată de {\displaystyle RaR=\{r_{1}as_{1}+\ldots +r_{n}as_{n}:r_{1},s_{1},\ldots ,r_{n},s_{n}\in R\}} pentru un element {\displaystyle a,} și anume, mulțimea tuturor sumelor finite de elemente de forma {\displaystyle ras.}[2]

Această definiție pentru idealul principal bilateral poate părea mai complicată decât celelalte. Este necesar și ca idealul să rămână închis pentru adunare.
Dacă {\displaystyle R} este un inel comutativ cu element neutru, atunci cele trei noțiuni de mai sus sunt una și aceeași. În acest caz se obișnuiește să se scrie idealul generat de {\displaystyle a} drept {\displaystyle \langle a\rangle } sau {\displaystyle (a).}

## Exemple de ideale care nu sunt principale
Nu toate idealele sunt principale. De exemplu fie inelul comutativ {\displaystyle \mathbb {C} [x,y]} al tuturor polinoamelor cu două variabile {\displaystyle x} și {\displaystyle y,} cu coeficienți complecși. Idealul {\displaystyle \langle x,y\rangle } generat de {\displaystyle x} și {\displaystyle y,} care constă din toate polinoamele din {\displaystyle \mathbb {C} [x,y]} care au zero pentru termenul constant, nu este principal. Pentru a arăta acest lucru, se presupune că {\displaystyle p} a fost un generator pentru {\displaystyle \langle x,y\rangle .} Atunci {\displaystyle x} și {\displaystyle y} ar fi ambele divizibile cu {\displaystyle p,} ceea ce este imposibil decât dacă {\displaystyle p} este o constantă diferită de zero. Dar zero este singura constantă în {\displaystyle \langle x,y\rangle ,}, așa apare o contradicție⁠(d).
În inelul {\displaystyle \mathbb {Z} [{\sqrt {-3}}]=\{a+b{\sqrt {-3}}:a,b\in \mathbb {Z} \},} numerele în care {\displaystyle a+b} sunt pare formează un ideal care nu este principal. Acest ideal formează în planul complex o latice hexagonală regulată. Fie {\displaystyle (a,b)=(2,0)} și {\displaystyle (1,1).} Aceste numere sunt elemente ale acestui ideal cu aceeași normă (doi), dar pentru că singurele unități din inel sunt {\displaystyle 1} și {\displaystyle -1,} nu sunt asociate.

## Definiții înrudite
Un inel în care orice ideal este unul principal se numește principal. Orice inel principal este un inel factorial; demonstrația obișnuită a descompunerii unice a întregilor (teorema fundamentală a aritmeticii) este valabilă în orice inel factorial.

## Exemple de ideale principale
Idealele principalele din {\displaystyle \mathbb {Z} } sunt de forma {\displaystyle \langle n\rangle =n\mathbb {Z} .} De fapt, {\displaystyle \mathbb {Z} } este un ideal principal, care poate fi prezentat după cum urmează. Se presupune că {\displaystyle I=\langle n_{1},n_{2},\ldots \rangle } unde {\displaystyle n_{1}\neq 0,} și fie homomorfismele⁠(d) surjective {\displaystyle \mathbb {Z} /\langle n_{1}\rangle \rightarrow \mathbb {Z} /\langle n_{1},n_{2}\rangle \rightarrow \mathbb {Z} /\langle n_{1},n_{2},n_{3}\rangle \rightarrow \cdots .} Deoarece {\displaystyle \mathbb {Z} /\langle n_{1}\rangle } este finit, pentru {\displaystyle k} suficient de mare există {\displaystyle \mathbb {Z} /\langle n_{1},n_{2},\ldots ,n_{k}\rangle =\mathbb {Z} /\langle n_{1},n_{2},\ldots ,n_{k+1}\rangle =\cdots .} Astfel, {\displaystyle I=\langle n_{1},n_{2},\ldots ,n_{k}\rangle ,} care implică că {\displaystyle I} este întotdeauna generat finit. Deoarece idealul {\displaystyle \langle a,b\rangle } generat de orice numere întregi {\displaystyle a} și {\displaystyle b} este exact {\displaystyle \langle \mathop {\mathrm {cmmdc} } (a,b)\rangle ,} prin inducție asupra numărului de generatori rezultă că {\displaystyle I} este principal.
Totuși, toate inelele au ideale principale, și anume orice ideal generat de exact un element. De exemplu, idealul {\displaystyle \langle x\rangle } este un ideal principal al {\displaystyle \mathbb {C} [x,y],} și {\displaystyle \langle {\sqrt {-3}}\rangle } este un ideal principal al lui {\displaystyle \mathbb {Z} [{\sqrt {-3}}].} De fapt, {\displaystyle \{0\}=\langle 0\rangle } și {\displaystyle R=\langle 1\rangle } sunt idealele principale ale oricărui inel {\displaystyle R.}

## Proprietăți
Orice inel euclidian⁠(d) este un inel principal. Algoritmul folosit pentru a calcula cel mai mare divizor comun poate fi folosit pentru a găsi un generator al oricărui ideal.
Mai general, oricare două ideale principale dintr-un inel comutativ au un cel mai mare divizor comun în sensul înmulțirii idealelor.
În inelele principale aceasta ne permite să calculăm cei mai mari divizori comuni ai elementelor inelului, până la înmulțirea cu o unitate⁠(d). Se definește {\displaystyle \operatorname {cmmdc} (a,b)} ca fiind orice generator al idealului {\displaystyle \langle a,b\rangle .}
Pentru un Inel Dedekind⁠(d) {\displaystyle R,} și {\displaystyle I} un ideal care nu este principal al {\displaystyle R,} se poate pune întrebarea dacă există extensia {\displaystyle S} a {\displaystyle R} astfel încât idealul lui {\displaystyle S} generat de {\displaystyle I} este principal (spus mai vag, {\displaystyle I} devine principal în {\displaystyle S}). Această întrebare a apărut în legătură cu studiul inelelor de numere întregi algebrice (care sunt exemple de domenii Dedekind) în teoria numerelor și a condus la dezvoltarea teoriei corpurilor de clase⁠(d) de către Teiji Takagi, Emil Artin, David Hilbert și mulți alții.
Teorema idealului principal a teoriei corpurilor de clase afirmă că orice inel de întregi {\displaystyle R} (adică inelul numerelor întregi al unui corp de numere⁠(d)) este conținut într-un inel de întregi mai mare {\displaystyle S} care are proprietatea că orice ideal al lui {\displaystyle R} devine un ideal principal al lui {\displaystyle S.} În această teoremă se poate lua {\displaystyle S} ca fiind inelul de numere întregi al corpului de clase Hilbert al {\displaystyle R}; adică extensia abeliană neramificată maximă (adică, extensia Galois a cărei grup Galois⁠(d) este abelian) a corpului fracțiilor lui {\displaystyle R,} iar acest lucru este determinat în mod unic de către {\displaystyle R.}
Teorema idealului principal a lui Krull afirmă că dacă {\displaystyle R} este un inel noetherian⁠(d) și {\displaystyle I} este un ideal principal, propriu, al lui {\displaystyle R}, atunci {\displaystyle I} are înălțimea de cel mult unu.